# Zawila
Zawila o Zuwayla fue una ciudad del Fezán, en la moderna Libia.

## Historia
En los siglos IX y X, era un importante centro de la trata de esclavos. En el siglo X, la gobernaban los Banu 'l-Jattab, de la tribu bereber Hawwara. Estaba poblada por árabes, bereberes y negros y algunos de sus habitantes sirvieron en los ejércitos fatimíes. Estos tenían su propio barrio en la capital fatimí, Mahdia y luego también lo tuvieron en El Cairo cuando la dinastía se trasladó a Egipto. La puerta de Bab Zuwayla, en la capital egipcia, les debe su nombre.